# Примо Леви
Примо Леви (итал. Primo Levi; Торино, 31. јул 1919 — Торино, 11. април 1987) је италијанско-јеврејски хемичар и писац. Аутор је два романа и неколико збирки кратких прича, есеја и песама. Његови најпознатији радови су Зар је то човек (1947), опис времена проведеног у Аушвицу; и књига Периодни систем (1975) коју је Краљевски институт Велике Британије прогласио најбољом научном књигом свих времена.
Леви је у Аушвицу провео 11 месеци пре него га је ослободила Црвена армија.
Иако је ослобођен 27. јануара 1945, Леви није дошао у Торино све до 19. октобра 1945. Након што је провео неко време у совјетском кампу за бивше логораше, као резултат примирја између Италије и Савезника, кренуо је на напорно путовање кући у друштву ратних заробљеника Краљевске војске Италије у Русији. Његово дугачко путовање возом у Торино ишло је кружним путем из Пољске, преко Бјелорусије, Украјине, Румуније, Мађарске, Аустрије и Њемачке.

## Смрт
Леви је умро 11. априла 1987. када је пао са трећег спрата свог стана у Торину. Ели Визел је тада рекао „Примо Леви је умро у Аушвицу четрдесет година раније.“